# Paca
|  | No s'ha de confondre amb Cuniculus (canal). |

Les paques (Cuniculus) són un gènere de rosegadors caviomorfs. Són l'únic gènere de la família Cuniculidae. En classificacions alternatives, les espècies d'aquest grup formen el gènere Agouti dins la família dels dasipròctids, però no se'ls ha de confondre amb els autèntics agutins.

## Taxonomia
- Paca de plana (C. paca)
- C. silvagarciae
- Paca muntanyenca (C. taczanowskii)

Una hipotètica quarta espècie, C. hernandezi, fou descrita el 2010, però sense complir els requisits necessaris per a fer-ne un tàxon vàlid.